# الحرب السورية الثانية
الحرب السورية الثانية (باليونانية: Β΄ Συριακός πόλεμος)‏ (بالإنجليزية: Second Syrian War)‏ حرب امتدت بين عامي (260 و 253 ق.م). خلف أنطيوخوس الثاني والده عام (261 ق.م) و بدأ حرباً جديدة من أجل استعادة سوريا. وقد توصل إلى اتفاق مع الملك الأنتيغوني في مقدونيا القديمة، أنتيغونوس الثاني، الذي كان مهتماً أيضاً بطرد بطليموس الثاني من بحر إيجة. وبدعم من مقدونيا القديمة، شن أنطيوخوس الثاني هجوماً على التجمعات السكانية البطلمية في آسيا.
كان الملك أنطيوخوس الثاني نشطًا حازمًا وكان أول عمل قام به هو السعي في استقرار الأحوال في ملكه الشاسع، ومع ذلك قامت الحرب السورية الثانية في عهده، غير أننا لا نعرف شيئًا عن أصلها ولا عن سيرها وتقلباتها، ولن نبالغ إذا قلنا إن حقبة عشر السنوات التي تلت موت أنطيوخوس الأول تعد أظلم فترة في تاريخ هذا العصر، فلم يمكن حتى سرد حوادثها، وكل ما يستطيع المؤرخ عمله في هذه الحالة هو أن يشير إلى حوادث مختلفة وما نتج عنها في تلك الفترة وحسب.

## تصفية حسابات
تدل الظواهر على أن كلًّا من أنطيوخوس الثاني و أنتيغونوس الثاني كان لهما حساب عسير لا بد من تصفيته مع بطليموس الثاني، ومن أجل ذلك شد كل واحد منهما أزْرَ الآخر للانتقام من عدوهما المشترك، وعلى الرغم من انتصار أنتيغونوس الثاني في حرب الكرومنادين إلا أنه لم يكن في مقدوره القضاء على البطالمة في مصر؛ لأنهم كانو لا يزالون أصحاب السيادة في البحار، غير أن ديميتريوس الأول المقدوني كما هو معلوم كان في وقت ما صاحب السيادة في البحر.
وقد عزم أنتيغونوس الثاني أن يستعيد ممتلكات والده ديمتريوس، ومن أجل ذلك فإن التقريع الذي وجهه إليه «بتروكليس» أمير البحر قد شحذ من عزيمته، فأفاد بطبيعة الحال من صلح عام (261 ق.م) لينشئ لنفسه أسطولًا، وكان في استطاعته أن يتعلم من سرقوسة في قاعدته البحرية في كورنث تفاصيل الأسطول الذي كانت تبنيه روما حينئذ، غير أن مخاطراته في الحرب مع بطليموس الثاني كانت أكثر من مخاطرات روما، وذلك لأن عدد أسطول بطليموس في وقت ما على ما يظهر كان يربو على ثلاثمائة سفينة حربية كان من بينها عدد كبير من السفن الضخمة لدرجة أن متوسط سفن هذا الأسطول كانت من التي لها خمسة أسطح، وهذا متوسط لم يصل إليه ديمتريوس أو روما من قبل.

## تصنيع السفن
هذا فضلًا عن أنه كان يسيطر على فينيقيا التي كانت تورِّد إلى ديمتريوس أحسن سفنه، وإذا كان عدد أسطول بطليموس مبالغًا فيه بعض الشيء فإن إمكانيات أنتيجونوس من حيث موارد بلاده ومن حيث التقاليد كانت لا تجعله يأمل في أن يجهز لنفسه أسطولًا يربو على مائة سفينة أو على أكثر من مائة وعشرين من التي لها خمسة أسطح، وعلى أية حال فإنه كان يفوق خصمه في أمر واحد، وذلك أن كورنث التي كانت في قبضة يده كان مثلها كمثل سرقوسة لها طريقتها التقليدية في حرب البحار، ففي حين أن كلًّا من أثينا وفينيقيا تفضل في صنع سفنها السرعة في تحريك المجداف بمهارة فإنها من جهة أخرى كانت تعتقد في أهمية السفن الثقيلة في المعارك الحربية.
وكما أن سرقوسة قد علمت روما فإن أنتيجونوس لا بد كان قد تعلم فن بناء السفن من كورنث وعلى ذلك فإنه إذا كان في استطاعة الأسطول المقدوني الهجوم على أسطول البطالمة فإن النصر لا محالة سيكون في جانبه، والواقع أنه لم يكن لدى بطليموس قوى بحرية يمكنها أن تقف في وجه المقدونيين، هذا وكان أنتيجونوس يعتمد في حروبه البحرية على اقتحام سطح مراكب عدوه، ولا أدل على ذلك مما قامت به سفينة قائد بحريته الشهيرة؛ فلقد كانت كل السفن الحربية الكبيرة وقتئذ ذات طابع خاص؛ إذ كانت جوانب السفينة تعلو سطحها لحماية المُجدفِينَ من قذائف العدو.

## بداية الحرب
ومن المحتمل أن الحرب كانت قد بدأت في آسيا، وذلك عندما أعلن «بطليماوس» العصيان، فقد فطن أنه بخيبة البطالمة في حربهم مع أنتيجونوس قد ضاعت أمامه كل فرصة في الحصول على تاج مقدونيا سواء أكان بطليموس عند إبرام الصلح مع عدوه قد نزل عن حقه أم لا، ولكنه فكر في أن ابن «ليزيماكوس» كان لا يزال له مطمع في إيونية؛ فقد قام في عام (260 ق.م) في أفيسوس بثورة على بطليموس الثاني وقد رحب أنتيجونوس بهذه الثورة وأرسل إليه طائفة من الجنود التراقيين، وفضلًا عن ذلك ساعده قائده «تيماركوس» مُواطن أيتوليا في ميليتوس وفي هذا العام أصبح «أبوللو» ثانية حاكم ميليتوس وأطلق عليه اسم العام، وقد استولى «تيماركوس» بجسارة على جزيرة ساموس التي كانت إحدى القواعد البحرية التابعة للبطالمة، وذلك بطبيعة الحال عندما كان أسطولها في البحر.
غير أن «بطليماوس» لم يكن في استطاعته المقاومة، ومن المحتمل أن ذلك كان بمناسبة قيام ثورة عليه قام بها أنصار السليوكسيين، ومن ثم استولى أنطيوخوس الثاني على أفيسوس ثانية عام(259 ق.م)، وبعد ذلك فرض «تيماركوس» نفسه حاكمًا مطلقًا على ميليتوس ونهب الشعب، ولكن أنطيوخوس الثاني قضى عليه في باكورة عام (258 ق.م)، واستولى ثانية على ميليتوس حيث كُرمت زوجه لاؤديس وبعد ذلك استولى على جزيرة ساموس وطرد البطالمة من إيونية وأعاد للمدن الإغريقية حريتها وحُكمها الذاتي، وقد سماه المواطنون في هذه المدن اعترافًا بجميله «الإله»، وهذه علامة تدل على أن مركزه بالنسبة لهؤلاء الحلفاء الأحرار كان كمركز الإسكندر الأكبر، وأن مركزه بينهم يتوقف على تأليهه، أما يومينس الأول ملك بيرغامون وحليف بطليموس فلم يكن في استطاعته مساعدته، وذلك لأنه كان مكبل الأيدي في ثورة قام بها أحد أقاربه الذي يُدعَى إيمنيس أيضًا، ولا بد من أن أنطيوخوس الأول كان هو المحرِّضَ عليها، يضاف إلى ذلك أن جنوده المرتزقة كانوا قد قاموا بعصيان عليه، وفيما بعد نجد أن أنطيوخوس الأول طرد البطالمة من قيليقة وبامفيليا، وبذلك استرد كل ما فقده والده في هذه المديريات، ولكنه لم يستولِ على ليقيا، والظاهر أن البطالمة كانوا قد حافظوا على أملاكهم في كاريا، وعلى أية حال نجد أنه استولى على «ساموتراس» وأماكن مختلفة في تراقيا، وهدد «بيزنتيوم»، ولكن «هيراكليا» أرسلت مددًا إلى السفن البيزنطية وهو أسطولها القوي، وعلى ذلك أقلع أنطيوخوس الأول عن محاربتها، أما في «سوريا» فقد استولى أنطيوخوس الأول على كل فينيقيا إلى شمالي «صيدا» ومنح «أرادوس» حريتها، وقد أضاف لها سلوقس الثاني فيما بعد امتيازات مادية كبيرة جدًّا، ومن ثم نرى أن أنطيوخوس الأول قد انتقم لوالده انتقامًا تامًّا من الهجوم الذي شنه عليه بطليموس، وذلك في المحيط الآسيوي.

## الصراع في أفريقيا
أما في «أفريقيا» فنجد أن الأحداث فيها قد فتحت له بابًا للتدخل، وذلك أن ماجاس ملك من قورينائية مات حوالي عام (259 ق.م) وترك خلفه وارثةً له في الرابعة عشرة من عمرها تدعى برنيكي الثانية، وكان قد زوجها وهو على فراش الموت من بطليموس بن بطليموس الثاني، وهو الذي أصبح فيما بعد بطليموس الثالث، وقد عارض في هذا الزواج الحزب الوطني الكبير في قورينائية، وذلك على الرغم من وجود حزب بطالمي هناك.
وكان الحزب الوطني على رأسه الملكة أم وارثة العرش، وكانت بدورها في عنفوان الشباب وتدعى أباما الثانية أخت أنطيوخوس الثاني، وكانت هذه الملكة ترغب في استقلال بلادها، ومن أجل ذلك قدمت عرش ملك زوجها لأخي «أنتيجونوس» المسمى ديمتريوس الجميل وكان بدوره حفيد «بطليموس الأول» من جهة أمه «بطليمايس» وكان من المنتظر ألا يقبله الحزب الموالي للبطالمة، وقد حضر ديمتريوس فعلًا إلى قورينائية وتولى عرش الملك، ولا شك في أن ذلك أغضب الحزب البطالمي، هذا فضلًا عن أن الملك الجديد قد أبعد برنيكي الثانية عنه لوقوعه في غرام أمها التي كانت تأمل بدورها أن تصبح ثانية ملكة على البلاد، وأخيرًا نصبت له برنيكي الثانية كمينًا قتلته فيه وهو في فراش والدتها حوالي عام (258 ق.م)، ومن المحتمل أن هذا الحادث كان قد وقع بعد ذلك بعدة سنوات كما جاء في رواية أخرى، ومنذ ذلك الحادث قامت الخصومة بين الحزبين المتعاديين في قورينائية، وفي عام (251 ق.م) انتصر الحزب الوطني، ولكن نجد أنه قبل أن يلقب «بطليموس الثالث» بلقب «أيرجيتيس» بمدة استولى ثانية على قورينائية، وكان لا بد من الاستيلاء على مدينة هيسبيريديس على الأقل، وقد سميت من جديد «برنيكي».

### حدث فاصل
وقد كانت الحادثة الفاصلة على ما يظهر في هذه الحروب في عرض البحر، وذلك أن كلًّا من أنتيغونوس الثاني و أنطيوخوس الثاني قد توصل إلى محالفة «رودس»، وكانت الأخيرة على الرغم من مصادقتها للبطالمة تَعتبر اعتداءات «بطليموس» المستمرة بمثابة خطر على التوازن الدولي، وعلى الرغم من أن أسطول «رودس» كان صغيرًا فإنه كان أحسن أسطول مُعَدٍّ في بحر إيجة، ونجد في أوائل الحرب أن قِطَع الأسطول البطالميالذي كان يحمي أفيسوس بقيادة «كريمونيديس» الأثيني المنفي قد هزمها أمير البحر الروديسي المسمى «أجاثوستراتوس» وكان يساعد وقتئذ أنطيوخوس الثاني على استرجاع أفيسوس عام (259 ق.م)، وفي هذه الفترة تقابل الأسطول البطالمي الرئيس مع الأسطول المقدوني على مسافة من جزيرة «كوس»، وكان الأسطول المقدوني يقوده أنتيغونوس الثاني بنفسه على ظهر سفينته، وقد دار القتال بين الأسطوليين في أثناء ألعاب البرزخ الرياضية، والظاهر أن الواقعة وقعت في عام (258 ق.م) لا في عام (256 ق.م) كما يظن بعض المؤرخين، ويرجع السبب في ذلك إلى أن بعض انتصارات أنطيوخوس الثاني توحي بأن شوكة البطالمة كانت قد كُسرت في البحر، وعلى الرغم من أن الأسطول البطالمي كان يفوق كثيرًا أسطول أنطيوخوس الثاني إلا أن الأخير قد انتصر انتصارًا تامًّا على عدوه مما جعل قيادة البحر في يده، وقد انتهت الحرب بأن ضاعت على البطالمة فرصة جعْل بحر إيجة بحيرة تابعة لهم.
وفي عام (255 ق.م) عقد بطليموس الثاني صلحًا مع أنتيغونوس الثاني، هذا ولدينا قصة تحدثنا أن سفيره سوستراتوس مُواطن كنيدوس وهو مهندس العمارة الذي قام ببناء منارة الإسكندرية وبناء الخارجة المعلقة في كنيدوس قد حصل له على شروط صلح كريمة من أنتيغونوس الثاني وذلك بفضل الاقتباس الذي ذكره هذا المهندس بمناسبة الصلح من إلياذة «هومر» وهو اقتباس مناسب للمقام، فاستمع إليه: «إن القلب العظيم يرق.» غير أنه جاء في هذا الاقتباس كذلك ما معناه: على الرغم من أن أنتيجونوس كان «بوزيدون» (أي إله البحر الأبيض المتوسط) فإن بطليموس كان لا يزال «زيوس» (أي أخَا بوزيدون).
وقد نزل في هذا الصلح بطليموس الثاني لأنتيغونوس الثاني عن جزر الحلف، ولكنه استبقى لنفسه ثيرا وقد أصبحت فيما بعد قاعدة بحرية بطالمية في بحر إيجة، ولا جدل في أن أنطيوخوس الثاني قد حافظ على فتوحه باشتراكه في هذا الصلح، غير أن بعضهم يقول إنه قد استمر في الحرب مع بطليموس الثاني حتى عام (252 ق.م)، ولكنَّ ذلك كان أمرًا مستحيلًا؛ لأنه لو كان لأنتيغونوس الثاني قد تخلى عنه في عام (255 ق.م) فإن علاقاتهم الودية لا بد كانت قد انتهت، في حين أنه في عام (253 ق.م) نجد أن ستراتونيس قد تزوجت من ديميتريوس الأول بن أنتيغونوس الأول.